# Хакамада Ірина Муцуївна
Іри́на Муцу́ївна Хакама́да (рос. Ири́на Муцу́овна Хакама́да; нар. 13 квітня 1955, Москва, РРФСР) — російський політик, журналістка, публіцистка. Кандидат економічних наук, письменниця, теле- і радіоведуча. 
Депутатка Держдуми РФ трьох скликань (1993—2003), співголова політичної партії Союз правих сил (1999—2003), кандидатка у Президенти Російської Федерації (2004), член Ради при Президенті Росії з питань розвитку громадянського суспільства і прав людини (2012—2018).

## Життєпис
Народилася в інтернаціональній сім'ї. Батько — японський комуніст, політичний емігрант до СРСР. Мати, Ніна Синельникова, російського й вірменського коріння, викладачка англійської мови, опинилась у Хабаровську після заслання родини «ворога народу».
Закінчила спеціальний радянський комуністичний виш для іноземців — московський Університет дружби народів.
1995—2000 — голова організації «Спільна справа».
2000—2003 — співголова політичної партії «Союз Правих Сил».
2004 висунула свою кандидатуру на виборах президента РФ. Була головою демократичної партії «Наш вибір». Є членом Ради із зовнішньої і оборонної політики. Веде телепрограму і радіопрограму. Створює колекцію одягу під брендом «хакама».
2014 року Хакамада спочатку підтримала дії Путіна в Криму, називавши його переможцем, а війну такою, «яку почали не росіяни». Далі вона запропонувала «викупити» тимчасово анексований Крим у України.
2016 стала членкинею Ради партії «Зростання». Брала участь у виборах до Думи РФ 7-го скликання як кандидатка в депутати від партії, у першій частині регіонального списку Москви. Партія отримала 1,11 % голосів, не пройшовши до парламенту.
На 27 лютого 2020 року було заплановано платні виступи Ірини в Києві на бізнес-форумі в Палаці спорту, ця подія отримала суттєвий роззголос в українському суспільстві, зокрема, виступ розкритикував голова Меджлісу кримськотатарського народу Рефат Чубаров. 5 січня виступ було скасовано.

## Цитати

### Анексія Криму
| без узгодження з Росією розширення НАТО і розміщення ПРО в ближній Європі — помилка. Тому президенту важливо було, неважливо, якими методами він користувався, але довести Америці, що ви повинні з нами рахуватися. І за допомогою Криму він (Путін) це довів. |
| Як була проведена операція з Кримом ...вона була проведена абсолютно досконало. |
| Щоб Україна йшла спокійно в свою Європу, будувала свою демократію. Добре, що у неї немає Криму. Крим би весь час був гирею.[9] |
| Я якраз вважаю, що Києву треба залишити Крим Росії, а Росії потрібно жити з Кримом і на цьому цю історію закінчити. |
| Як уже сталося, так сталося, але ви (Путін) — переможець. Ви дійсно провели супер операцію без єдиного пострілу.[10] |
У жовтні 2017 року Хакамада підтримала ідею президента Чехії Мілоша Земана про те, що РФ має виплатити Україні компенсацію за анексований Крим.

### Вбивство Нємцова
| Так, це <вбивство Бориса Нємцова> Удар по всій Росії. А конкретно найголовніший удар, я думаю, проти Путіна. ... Причому цей удар може бути як з боку зовнішніх ворогів - це все зрозуміло, це ми вже проходили, - так і з боку, я вважаю, внутрішніх ворогів Путіна, які не хочуть, щоб встановився мир з Україною.[12][13] |